# AnimeJapan
AnimeJapan(아니메재팬)은 2014년부터 매년 3월 하순에 행해지고 있는 종합 애니메이션 이벤트다.
주최는, 2014년과 2015년은 'AnimeJapan 실행 위원회'(이하 '실행 위원회'), 2016년 이후는 '일반사단법인 아니메재팬'.
캐치프레이즈는 '애니메이션의 모든 것이, 여기에 있다.'.
'패밀리 아니메 페스타'의 캐치프레이즈는 '모두가 좋아하는 애니메이션이 대집합!'.
2013년까지 매년 3월에 개최하고 있던 2개의 애니메이션 이벤트 도쿄 국제 애니메이션 페어와 아니메 콘텐츠 엑스포를 발전적으로 통합시킨 이벤트다.
본 이벤트의 5주년을 기념해 마스코트 캐릭터 'AJ 형제'가 탄생했다. 당초에 5주년 한정으로 사용한다고 발표되었지만, 그 이후에도 사용되고 있다.

## 개최 경위
2010년 12월, 도쿄도 청소년 건전 육성 조례의 개정안이 가결되어, 이것을 받아 당시의 가도카와 쇼텐과 애니플렉스 등이 '표현의 자유를 침해할 우려가 있다'라며, 도쿄도 등이 주최하는 도쿄 국제 애니메이션 페어를 보이콧하여 '아니메 콘텐츠 엑스포'를 기획했다. 그 후, 동일본 대진재의 영향으로 쌍방 중지가 된 2011년을 제외하고, 2012년과 2013년은 2개의 이벤트가 분열 개최되고 있었다.
실행위원회는 재결집한 경위에 대해 "아니메 콘텐츠 엑스포와 도쿄 국제 애니메이션 페어에서 단일 이벤트를 할 수 있도록 이야기를 진행하고 있었다. 회장이나 일정에 대해 모색하고 개최할 수 있게 되었다"라고 설명하여, 이 이벤트에 도쿄도가 참여하지 않는 것에 대해서는 "도쿄 국제 애니메이션 페어는 민간으로 서서히 이행할 수 있도록 진행해 왔다. 부담금도 해마다 줄어들었다"고 설명했다. KADOKAWA의 전무 이노우에 신이치로는 "자주적으로 운영할 수 있다고 확인할 수 있었던 것이 크다"라고 했다. 실행위원장인 일본동화협회 이사장 누노카와 유지는 2개의 이벤트의 병립 및 합류에 대해 "부감적으로 보고 업계가 두 개로 깨진 것으로 보였다. 업계는 결속해야 한다고 일찍부터 움직이고 있었다"라고 설명했다.